# Сезар (кинопремия, 1997)
22-я церемония вручения наград премии «Сезар» (также известной как Ночь Сезара (фр. Nuit des César)) за заслуги в области французского кинематографа за 1996 год состоялась 8 февраля 1997 года в театре Елисейских Полей (Париж, Франция). Президентом церемонии стала актриса Анни Жирардо. Антуан де Кон второй год подряд выступил в роли ведущего церемонии.

## Список лауреатов и номинантов
Количество наград/номинаций:
- 4/12: «Насмешка»
- 2/9: «Капитан Конан»
- 4/6: «Микрокосмос»
- 3/6: «Семейная атмосфера»
- 1/6: «Вечерний прикид»
- 0/6: «Никому не известный герой»
- 1/5: «Воры»
- 1/3: «Как я обсуждал... (мою сексуальную жизнь)»
- 0/3: «Бомарше»
- 0/2: «Мужчина моей жизни» / «Квартира» / «Капризы реки»
- 1/1: «Пойдет ли снег на рождество?» / «Мадам Жак на набережной Круазет» / «Рассекая волны»

### Основные категории
• Лауреаты выделены отдельным цветом. 
| Категории                                              | Лауреаты и номинанты                                                                                     | Лауреаты и номинанты                                                                              | Лауреаты и номинанты                                                                              | Лауреаты и номинанты                                                                              |                                    |
| ------------------------------------------------------ | --- | ------------------------------------------------------------------------------------------------- | ------------------------------------------------------------------------------------------------- | ------------------------------------------------------------------------------------------------- | ---------------------------------- |
| Лучший фильм                                           | • Насмешка / Ridicule (режиссёр: Патрис Леконт)                                                          | • Насмешка / Ridicule (режиссёр: Патрис Леконт)                                                   | • Насмешка / Ridicule (режиссёр: Патрис Леконт)                                                   | • Насмешка / Ridicule (режиссёр: Патрис Леконт)                                                   |                                    |
| Лучший фильм                                           | • Капитан Конан / Capitaine Conan (режиссёр: Бертран Тавернье)                                           |                                                                                                   |                                                                                                   |                                                                                                   |                                    |
| Лучший фильм                                           | • Микрокосмос / Microcosmos : Le Peuple de l'herbe (режиссёры: Мари Перену (фр.) и Клод Нуридзани (фр.)) |                                                                                                   |                                                                                                   |                                                                                                   |                                    |
| Лучший фильм                                           | • Вечерний прикид / Pédale douce (режиссёр: Габриэль Агийон)                                             |                                                                                                   |                                                                                                   |                                                                                                   |                                    |
| Лучший фильм                                           | • Семейная атмосфера / Un air de famille (режиссёр: Седрик Клапиш)                                       |                                                                                                   |                                                                                                   |                                                                                                   |                                    |
| Лучший фильм                                           | • Воры / Les Voleurs (режиссёр: Андре Тешине)                                                            |                                                                                                   |                                                                                                   |                                                                                                   |                                    |
| Лучший режиссёр                                        | | • Бертран Тавернье за фильм «Капитан Конан»                                                       | • Бертран Тавернье за фильм «Капитан Конан»                                                       |                                                                                                   |                                    |
| Лучший режиссёр                                        | • Патрис Леконт за фильм «Насмешка»                                                                      |                                                                                                   |                                                                                                   |                                                                                                   |                                    |
| Лучший режиссёр                                        | • Андре Тешине — «Воры»                                                                                  |                                                                                                   |                                                                                                   |                                                                                                   |                                    |
| Лучший режиссёр                                        | • Седрик Клапиш — «Семейная атмосфера»                                                                   |                                                                                                   |                                                                                                   |                                                                                                   |                                    |
| Лучший режиссёр                                        | • Жак Одиар — «Никому не известный герой»                                                                |                                                                                                   |                                                                                                   |                                                                                                   |                                    |
| Лучший актёр                                           | | • Филипп Торретон — «Капитан Конан» (за роль капитана Конана)                                     | • Филипп Торретон — «Капитан Конан» (за роль капитана Конана)                                     | • Филипп Торретон — «Капитан Конан» (за роль капитана Конана)                                     |                                    |
| Лучший актёр                                           | • Даниэль Отёй — «День восьмой» (за роль Гарри)                                                          |                                                                                                   |                                                                                                   |                                                                                                   |                                    |
| Лучший актёр                                           | • Шарль Берлен — «Насмешка» (за роль маркиза Грегуара Понслюдона де Малавуа)                             |                                                                                                   |                                                                                                   |                                                                                                   |                                    |
| Лучший актёр                                           | • Фабрис Лукини — «Бомарше» (фр.) (за роль Пьера-Огюстена Карона де Бомарше)                             |                                                                                                   |                                                                                                   |                                                                                                   |                                    |
| Лучший актёр                                           | • Патрик Тимси (фр.) — «Вечерний прикид» (за роль Адриана)                                               |                                                                                                   |                                                                                                   |                                                                                                   |                                    |
| Лучшая актриса                                         | | • Фанни Ардан — «Вечерний прикид» (за роль Эвелин (Евы))                                          | • Фанни Ардан — «Вечерний прикид» (за роль Эвелин (Евы))                                          | • Фанни Ардан — «Вечерний прикид» (за роль Эвелин (Евы))                                          |                                    |
| Лучшая актриса                                         | • Катрин Денёв — «Воры» (за роль Мари Леблан)                                                            |                                                                                                   |                                                                                                   |                                                                                                   |                                    |
| Лучшая актриса                                         | • Шарлотта Генсбур — «Любовь плюс...» (фр.) (за роль Мари)                                               |                                                                                                   |                                                                                                   |                                                                                                   |                                    |
| Лучшая актриса                                         | • Анук Гринбер — «Мужчина моей жизни» (за роль Мари Абарт)                                               |                                                                                                   |                                                                                                   |                                                                                                   |                                    |
| Лучшая актриса                                         | • Мари Трентиньян — «Крик шелка» (фр.) (за роль Мари Бенжамин)                                           |                                                                                                   |                                                                                                   |                                                                                                   |                                    |
| Лучший актёр второго плана                             | | • Жан-Пьер Дарруссен — «Семейная атмосфера» (за роль Дени)                                        | • Жан-Пьер Дарруссен — «Семейная атмосфера» (за роль Дени)                                        | • Жан-Пьер Дарруссен — «Семейная атмосфера» (за роль Дени)                                        |                                    |
| Лучший актёр второго плана                             | • Альбер Дюпонтель — «Никому не известный герой» (за роль Dionnet)                                       |                                                                                                   |                                                                                                   |                                                                                                   |                                    |
| Лучший актёр второго плана                             | • Жак Гамблен — «Вечерний прикид» (за роль Адре Лемуана)                                                 |                                                                                                   |                                                                                                   |                                                                                                   |                                    |
| Лучший актёр второго плана                             | • Бернар Жиродо — «Насмешка» (за роль аббата де Вилькура)                                                |                                                                                                   |                                                                                                   |                                                                                                   |                                    |
| Лучший актёр второго плана                             | • Жан Рошфор — «Насмешка» (за роль маркиза де Бельгарда)                                                 |                                                                                                   |                                                                                                   |                                                                                                   |                                    |
| Лучшая актриса второго плана                           | | • Катрин Фро — «Семейная атмосфера» (за роль Иоланды Менар)                                       | • Катрин Фро — «Семейная атмосфера» (за роль Иоланды Менар)                                       | • Катрин Фро — «Семейная атмосфера» (за роль Иоланды Менар)                                       |                                    |
| Лучшая актриса второго плана                           | • Валерия Бруни-Тедески — «Мужчина моей жизни» (за роль Сангвин)                                         |                                                                                                   |                                                                                                   |                                                                                                   |                                    |
| Лучшая актриса второго плана                           | • Аньес Жауи — «Семейная атмосфера» (за роль Бетти Менар)                                                |                                                                                                   |                                                                                                   |                                                                                                   |                                    |
| Лучшая актриса второго плана                           | • Сандрин Киберлен — «Никому не известный герой» (за роль Иветт)                                         |                                                                                                   |                                                                                                   |                                                                                                   |                                    |
| Лучшая актриса второго плана                           | • Мишель Ларок — «Вечерний прикид» (за роль Мари)                                                        |                                                                                                   |                                                                                                   |                                                                                                   |                                    |
| Самый многообещающий актёр                             | | • Матьё Амальрик — «Как я обсуждал... (мою сексуальную жизнь)»                                    | • Матьё Амальрик — «Как я обсуждал... (мою сексуальную жизнь)»                                    | • Матьё Амальрик — «Как я обсуждал... (мою сексуальную жизнь)»                                    |                                    |
| Самый многообещающий актёр                             | • Самюэль Ле Бьян — «Капитан Конан»                                                                      |                                                                                                   |                                                                                                   |                                                                                                   |                                    |
| Самый многообещающий актёр                             | • Бенуа Мажимель — «Воры»                                                                                |                                                                                                   |                                                                                                   |                                                                                                   |                                    |
| Самый многообещающий актёр                             | • Брюно Путзюлу — «Признания невиновного» (фр.)                                                          |                                                                                                   |                                                                                                   |                                                                                                   |                                    |
| Самый многообещающий актёр                             | • Филипп Торретон — «Капитан Конан»                                                                      |                                                                                                   |                                                                                                   |                                                                                                   |                                    |
| Самая многообещающая актриса                           | | • Лоранс Кот (фр.) — «Воры»                                                                       | • Лоранс Кот (фр.) — «Воры»                                                                       | • Лоранс Кот (фр.) — «Воры»                                                                       |                                    |
| Самая многообещающая актриса                           | • Жанна Балибар — «Как я обсуждал... (мою сексуальную жизнь)»                                            |                                                                                                   |                                                                                                   |                                                                                                   |                                    |
| Самая многообещающая актриса                           | • Моника Беллуччи — «Квартира»                                                                           |                                                                                                   |                                                                                                   |                                                                                                   |                                    |
| Самая многообещающая актриса                           | • Геранс Клавель (фр.) — «Каждый ищет своего кота»                                                       |                                                                                                   |                                                                                                   |                                                                                                   |                                    |
| Самая многообещающая актриса                           | • Эмманюэль Дево — «Как я обсуждал... (мою сексуальную жизнь)»                                           |                                                                                                   |                                                                                                   |                                                                                                   |                                    |
| Лучший оригинальный или адаптированный сценарий        | Жан-Пьер Бакри                                                                                           | • Жан-Пьер Бакри, Аньес Жауи, Седрик Клапиш — «Семейная атмосфера»                                | Аньес Жауи                                                                                        |                                                                                                   |                                    |
| Лучший оригинальный или адаптированный сценарий        | Жан-Пьер Бакри                                                                                           | • Жан Космос (фр.) и Бертран Тавернье — «Капитан Конан»                                           | Аньес Жауи                                                                                        |                                                                                                   |                                    |
| Лучший оригинальный или адаптированный сценарий        | Жан-Пьер Бакри                                                                                           | • Габриэль Агийон и Патрик Тимси — «Вечерний прикид»                                              | Аньес Жауи                                                                                        |                                                                                                   |                                    |
| Лучший оригинальный или адаптированный сценарий        | Жан-Пьер Бакри                                                                                           | • Реми Уотерхаус (фр.) — «Насмешка»                                                               | Аньес Жауи                                                                                        |                                                                                                   |                                    |
| Лучший оригинальный или адаптированный сценарий        | Жан-Пьер Бакри                                                                                           | • Жак Одиар и Ален Ле Анри — «Никому не известный герой»                                          | Аньес Жауи                                                                                        |                                                                                                   |                                    |
| Лучшая музыка к фильму                                 | | • Брюно Куле — «Микрокосмос»                                                                      | • Брюно Куле — «Микрокосмос»                                                                      | • Брюно Куле — «Микрокосмос»                                                                      |                                    |
| Лучшая музыка к фильму                                 | • Рене-Марк Бини (фр.) — «Капризы реки» (фр.)                                                            |                                                                                                   |                                                                                                   |                                                                                                   |                                    |
| Лучшая музыка к фильму                                 | • Антуан Дюамель — «Насмешка»                                                                            |                                                                                                   |                                                                                                   |                                                                                                   |                                    |
| Лучшая музыка к фильму                                 | • Александр Деспла — «Никому не известный герой»                                                         |                                                                                                   |                                                                                                   |                                                                                                   |                                    |
| Лучший монтаж                                          | • Флоренс Рикар и Мари-Жозеф Йойотт (фр.) — «Микрокосмос»                                                | • Флоренс Рикар и Мари-Жозеф Йойотт (фр.) — «Микрокосмос»                                         | • Флоренс Рикар и Мари-Жозеф Йойотт (фр.) — «Микрокосмос»                                         | • Флоренс Рикар и Мари-Жозеф Йойотт (фр.) — «Микрокосмос»                                         |                                    |
| Лучший монтаж                                          | • Жоэль Аш (фр.) — «Насмешка»                                                                            |                                                                                                   |                                                                                                   |                                                                                                   |                                    |
| Лучший монтаж                                          | • Жюльетт Вельфлин (фр.) — «Никому не известный герой»                                                   |                                                                                                   |                                                                                                   |                                                                                                   |                                    |
| Лучшая работа оператора                                | • Тьерри Машадо (фр.), Клод Нуридзани, Мари Перену и Хью Риффел (фр.) — «Микрокосмос»                    | • Тьерри Машадо (фр.), Клод Нуридзани, Мари Перену и Хью Риффел (фр.) — «Микрокосмос»             | • Тьерри Машадо (фр.), Клод Нуридзани, Мари Перену и Хью Риффел (фр.) — «Микрокосмос»             | • Тьерри Машадо (фр.), Клод Нуридзани, Мари Перену и Хью Риффел (фр.) — «Микрокосмос»             |                                    |
| Лучшая работа оператора                                | • Жан-Мари Дрюжо (фр.) — «Капризы реки»                                                                  |                                                                                                   |                                                                                                   |                                                                                                   |                                    |
| Лучшая работа оператора                                | • Тьерри Арбогаст — «Насмешка»                                                                           |                                                                                                   |                                                                                                   |                                                                                                   |                                    |
| Лучшие декорации                                       | • Иван Мосьон (фр.) — «Насмешка»                                                                         | • Иван Мосьон (фр.) — «Насмешка»                                                                  | • Иван Мосьон (фр.) — «Насмешка»                                                                  | • Иван Мосьон (фр.) — «Насмешка»                                                                  |                                    |
| Лучшие декорации                                       | • Жан-Марк Керделю — «Бомарше»                                                                           |                                                                                                   |                                                                                                   |                                                                                                   |                                    |
| Лучшие декорации                                       | • Ги-Клод Франсуа — «Капитан Конан»                                                                      |                                                                                                   |                                                                                                   |                                                                                                   |                                    |
| Лучшие костюмы                                         | | • Кристиан Гаск (фр.) — «Насмешка»                                                                | • Кристиан Гаск (фр.) — «Насмешка»                                                                | • Кристиан Гаск (фр.) — «Насмешка»                                                                | • Кристиан Гаск (фр.) — «Насмешка» |
| Лучшие костюмы                                         | • Сильви Де Сегонзак — «Бомарше»                                                                         |                                                                                                   |                                                                                                   |                                                                                                   |                                    |
| Лучшие костюмы                                         | • Агнес Эвейн (фр.) и Жаклин Моро (фр.) — «Капитан Конан»                                                |                                                                                                   |                                                                                                   |                                                                                                   |                                    |
| Лучший звук                                            | • Филипп Барбо, Бернар Леруа и Лоран Квальо (фр.) — «Микрокосмос»                                        | • Филипп Барбо, Бернар Леруа и Лоран Квальо (фр.) — «Микрокосмос»                                 | • Филипп Барбо, Бернар Леруа и Лоран Квальо (фр.) — «Микрокосмос»                                 | • Филипп Барбо, Бернар Леруа и Лоран Квальо (фр.) — «Микрокосмос»                                 |                                    |
| Лучший звук                                            | • Мишель Дероа и Жерар Ламп (фр.) — «Капитан Конан»                                                      |                                                                                                   |                                                                                                   |                                                                                                   |                                    |
| Лучший звук                                            | • Жан Гудье, Доминик Эннекен (фр.) и Paul Lainé — «Насмешка»                                             |                                                                                                   |                                                                                                   |                                                                                                   |                                    |
| Лучшая дебютная работа (фр. Meilleure Première Oeuvre) | • «Пойдет ли снег на рождество?» (фр.) — режиссёры: Сандрин Вейссе (фр.)                                 | • «Пойдет ли снег на рождество?» (фр.) — режиссёры: Сандрин Вейссе (фр.)                          | • «Пойдет ли снег на рождество?» (фр.) — режиссёры: Сандрин Вейссе (фр.)                          | • «Пойдет ли снег на рождество?» (фр.) — режиссёры: Сандрин Вейссе (фр.)                          |                                    |
| Лучшая дебютная работа (фр. Meilleure Première Oeuvre) | • «Берни» (фр.) — режиссёр: Альбер Дюпонтель                                                             |                                                                                                   |                                                                                                   |                                                                                                   |                                    |
| Лучшая дебютная работа (фр. Meilleure Première Oeuvre) | • «Ещё» (фр.) — режиссёр: Паскаль Боницер                                                                |                                                                                                   |                                                                                                   |                                                                                                   |                                    |
| Лучшая дебютная работа (фр. Meilleure Première Oeuvre) | • «Квартира» — режиссёр: Жиль Мимуни                                                                     |                                                                                                   |                                                                                                   |                                                                                                   |                                    |
| Лучшая дебютная работа (фр. Meilleure Première Oeuvre) | • «Микрокосмос» — режиссёры: Мари Перену и Клод Нуридзани                                                |                                                                                                   |                                                                                                   |                                                                                                   |                                    |
| Лучший короткометражный фильм                          | • Мадам Жак на набережной Круазет / Madame Jacques sur la Croisette (режиссёр: Эмманюэль Финкель)        | • Мадам Жак на набережной Круазет / Madame Jacques sur la Croisette (режиссёр: Эмманюэль Финкель) | • Мадам Жак на набережной Круазет / Madame Jacques sur la Croisette (режиссёр: Эмманюэль Финкель) | • Мадам Жак на набережной Круазет / Madame Jacques sur la Croisette (режиссёр: Эмманюэль Финкель) |                                    |
| Лучший короткометражный фильм                          | • Диалог на вершине / Dialogue au sommet (режиссёр: Ксавье Джанноли)                                     |                                                                                                   |                                                                                                   |                                                                                                   |                                    |
| Лучший короткометражный фильм                          | • Такси до Аузу / Un taxi pour Aouzou (режиссёр: Исса Серж Коэло)                                        |                                                                                                   |                                                                                                   |                                                                                                   |                                    |
| Лучший короткометражный фильм                          | • Летнее платье / Une robe d'été (режиссёр: Франсуа Озон)                                                |                                                                                                   |                                                                                                   |                                                                                                   |                                    |
| Лучший короткометражный фильм                          | • Визит / Une visite (режиссёр: Филипп Арель)                                                            |                                                                                                   |                                                                                                   |                                                                                                   |                                    |
| Лучший продюсер                                        | | • Жак Перрен                                                                                      | • Жак Перрен                                                                                      | • Жак Перрен                                                                                      |                                    |
| Лучший продюсер                                        | • Юмбер Бальсан (фр.)                                                                                    |                                                                                                   |                                                                                                   |                                                                                                   |                                    |
| Лучший продюсер                                        | • Шарль Гассо (фр.)                                                                                      |                                                                                                   |                                                                                                   |                                                                                                   |                                    |
| Лучший продюсер                                        | • Ален Сард                                                                                              |                                                                                                   |                                                                                                   |                                                                                                   |                                    |
| Лучший иностранный фильм                               | • Рассекая волны / Breaking the Wave (Дания, режиссёр: Ларс фон Триер)                                   | • Рассекая волны / Breaking the Wave (Дания, режиссёр: Ларс фон Триер)                            | • Рассекая волны / Breaking the Wave (Дания, режиссёр: Ларс фон Триер)                            | • Рассекая волны / Breaking the Wave (Дания, режиссёр: Ларс фон Триер)                            |                                    |
| Лучший иностранный фильм                               | • Фарго / Fargo (США, режиссёры: Джоэл Коэн и Итан Коэн)                                                 |                                                                                                   |                                                                                                   |                                                                                                   |                                    |
| Лучший иностранный фильм                               | • Почтальон / Il postino (Италия, режиссёр: Майкл Рэдфорд)                                               |                                                                                                   |                                                                                                   |                                                                                                   |                                    |
| Лучший иностранный фильм                               | • Обещание / La Promesse (Бельгия, режиссёры: Жан-Пьер Дарденн и Люк Дарденн)                            |                                                                                                   |                                                                                                   |                                                                                                   |                                    |
| Лучший иностранный фильм                               | • Тайны и ложь / Secrets & Lies (Великобритания, режиссёр: Майк Ли)                                      |                                                                                                   |                                                                                                   |                                                                                                   |                                    |

### Специальные награды
| Награда          | Лауреаты         | Лауреаты        |
| ---------------- | ---------------- | --------------- |
| Почётный «Сезар» |                  | • Шарль Азнавур |
| Почётный «Сезар» | • Энди Макдауэлл |                 |